# Les Mains d'Orlac (film, 1924)
Pour les articles homonymes, voir Les Mains d'Orlac (homonymie).
Pour plus de détails, voir Fiche technique et Distribution.
Les Mains d'Orlac (Orlacs Hände) est un film autrichien réalisé par Robert Wiene en 1924. Il est tiré du roman éponyme de Maurice Renard publié en 1921.

## Synopsis
À cause d'un accident de train, Paul Orlac, pianiste, perd l'usage de ses deux mains. On lui en greffe alors de nouvelles qui s'avèrent être celles d'un assassin récemment exécuté. Pris de panique et d'angoisse, il va douter de son emprise sur ces mains meurtrières.

## Fiche technique
- Réalisateur : Robert Wiene
- Producteur : Pan-Film
- Scénariste : Ludwig Nertz d'après le roman de Maurice Renard
- Compositeur : Pierre Oser
- Directeurs de la photographie : Günther Krampf, Hans Androschin
- Pays d'origine : Autriche, Allemagne  République de Weimarne
- Langue d'origine : allemand
- Durée : 113 min
- Format : muet, noir et blanc
- Date de sortie : 1924

## Distribution
- Conrad Veidt : Paul Orlac
- Alexandra Sorina : Yvonne Orlac
- Fritz Kortner : Nera
- Carmen Cartellieri : Régine
- Fritz Strassny : Orlac père
- Paul Askonas : serviteur